# Mongrel (serveur HTTP)
Pour les articles homonymes, voir Mongrel.
Mongrel est un serveur HTTP écrit en Ruby et en C. Il a été conçu pour être léger, rapide et sécurisé.
C'est un logiciel libre distribué selon les termes de la licence Ruby, compatible avec la licence GNU GPL.